# Octadecaedru
În geometrie un octadecaedru este un poliedru cu 18 fețe. Există numeroase forme topologic distincte de octadecaedre, de exemplu piramida heptadecagonală și prisma hexadecagonală.
Nu există niciun octadecaedru regulat, arhimedic sau Catalan. Există patru poliedre Johnson cu câte 18 fețe.
În chimie „octadecaedrul” se referă la o structură specifică cu simetrie C2v, formată dintr-un icosaedru regulat cu o latură contractată. Are forma ionului [B11H11]2−.

## Octadecaedre convexe
Există 107 854 282 197 058 de octadecaedre convexe topologic distincte, excluzând imaginile în oglindă, având cel puțin 11 vârfuri. Adică între aceste cazuri există diferențe semnificative în structura topologică, ceea ce înseamnă că două tipuri de poliedre nu pot fi transformate unul în altul prin deplasarea pozițiilor vârfurilor, rotire sau scalare. Nu se pot interschimba, așa că structura lor topologică este diferită.

### Octadecaedre Johnson
Există patru poliedre Johnson cu 18 fețe: J19, J28, J29 și J88.
|                                                                   |                                                      |                                                      |                                                 |
| Cupolă pătrată alungită, J19 4 triunghiuri, 13 pătrate, 1 octogon | Ortobicupolă pătrată, J28 8 triunghiuri, 2+8 pătrate | Girobicupolă pătrată, J29 8 triunghiuri, 2+8 pătrate | Sfenomegacoroană, J88 16 triunghiuri, 2 pătrate |

Patru poliedre Johnson au câte 18 vârfuri: ortobicupola triunghiulară alungită (J35), girobicupola triunghiulară alungită (J36), bicupola triunghiulară giroalungită (J44) și hebesfenorotonda triunghiulară (J92). Ca urmare, dualele lor sunt octadecaedre.

### Exemple de alte octadecaedre convexe
|                                                   |                                                                         |                                    |                                                                 |
| Antiprismă octogonală 16 triunghiuri, 2 octogoane | Bipiramidă hexagonală alungită 12 triunghiuri isoscele, 6 dreptunghiuri | Trapezoedru eneagonal 18 romboedre | Octadecaedru conform structurii ionului [B11H11] 18 triunghiuri |

Alte exemple convexe:
- prismă hexadecagonală: 16 pătrate, 2 hexadecagoane
- piramidă heptadecagonală: 17 triunghiuri icoscele, 1 heptadecagon
- bitrunchi octogonal: 16 trapeze, 2 octogoane
- trapezoedru octogonal trunchiat: 16 pentagoane, 2 octogoane

## Octadecaedre neconvexe
Unele poliedre stelate uniforme sunt octadecaedre:
|                        |                         |                     |                            |                      |                             |
| Antiprismă octagramică | Retroprismă octagramică | Micul rombihexaedru | Micul dodecahemidodecaedru | Marele rombihexaedru | Marele dodecahemidodecaedru |